# Isam Bachiri
Isam Bachiri (født 1. august 1977 på Nørrebro i København, arabisk: عصام بشيري) er en dansk sanger. Han var medlem af Outlandish i 20 år, indtil gruppen opløste sig selv i 2017. Siden har han selv udgivet sange og optrådt ved koncerter. I 2019 blev han vært på Radio4's ugentlige program "Tro på det!".

## Baggrund
Isams forældre stammer fra Marokko. Faderen kom til Danmark som fabriksarbejder i 1960'erne. Bedstefaderen var berbisk landsbyimam.

## Musikalsk karriere
Isam Bachiri var medlem af hiphoptrioen Outlandish sammen med Lenny Martinez og Waqas Qadri. Som ung var han stærkt inspireret af Michael Jackson, og han begyndte at synge allerede som 10-årig på Islands Brygge Skolen, hvor han gik. Han blev stærkt opfordret til at følge musikken af sin klasselærer, da læreren syntes, at han havde en fantastisk sangstemme. Bachiri blev derfor tilbudt en plads på Peder Lykke Musikskole, men fodbold havde større indflydelse end musikken, så musikken måtte vente. Han mødte sine to venner og med-spillere, Lenny og Waqas som 14-årig i Ungdomsklubben Søholt i Brøndby Strand. Da turen kom til gymnasiet, gik de alle hver til sit, og Isam blev sproglig student fra Vester Borgerdyd Gymnasium. Da han fik sin studentereksamen som 20-årig i 1997, genfandt han gutterne, og efterfølgende etablerede de hiphopgruppen Young, Gifted and Brown (som senere blev til Outlandish). Gruppen optrådte til forårskoncerter, fester og andre arrangementer.
Han har gennem hele karrieren kun rappet på engelsk, hvorimod de andre har holdt rytmen på spansk, urdu og arabisk. Isam arbejder ofte sammen med bl.a. Majid og Burhan G.
I august 2007 udgav han sit første fuldblods dansk-sprogede album Institution på Sony BMG, et album der fik fantastiske anmeldelser fra den danske presse. Isam B beskriver selv albummet som "en dagbog over hverdagen", og albummet berører da også mange dagligdags emner som nationalfølelse og det at være dansk, kærlighed, opvækst og krig. Der er en del politiske budskaber i Institution, især i nummeret "Vejen går til Malmø" som omhandler 24-års-reglen, en regel Isam B selv har haft inde på livet idet flere af hans nærmeste har været påvirket af denne regel. Fra albummet gjorde fortolkningen af H.C. Andersen og Poul Schierbecks "I Danmark er jeg født" sig især bemærket. Fem år efter udgivelsen modtog sangen i 2012 guld for 15.000 solgte downloads.
I 2017 valgte Outlandish at stoppe og opløse sig selv, og medlemmerne fortsatte i stedet med forskellige soloprojekter. Isam B. har blandt andet købt en kaffebar sammen med sine tre søskende.
I 2020 deltog han i finalen i det danske Melodi Grand Prix med sangen "Bølger". Senere samme år blev sangen Ramadan i København, som han havde skrevet sammen med Özcan Ajrulovski, Anders Greis og Nana Jacobi, optaget i den 19. udgave af Højskolesangbogen. Begge sange blev annonceret at indgå i Isam B's kommende album "Til Danmark er jeg kommet", som i øvrigt i høj grad skulle handle om Isams fars oplevelser som indvandrer til Danmark.

## Radiovært
Da radiostationen Radio4 gik i luften i november 2019 fik Isam Bachiri sit eget ugentlige radioprogram "Tro på det!", hvor han inviterer gæster i studiet til en snak om religion og at tro.

## Kontroverser
Isam Bachiri har forsvaret den palæstinensiske befolkning og givet udtryk for at han finder kampen mod Israels besættelse legitim.

## Privatliv
Privat er Isam Bachiri gift og har to sønner. Han er troende muslim. I 2015 indtalte han Koranen som lydbog på dansk ("Den Klare Koran") og forenede dermed efter eget udsagn sin egen "identitets to hovedsøjler": det danske sprog og islam. Ifølge Isam B. er kernen i islam taknemmelighed og en etik om at være til gavn for andre end sig selv. Han blev i 2023 indstillet til Dialogprisen, som efterfølgende blev annuleret efter hans manglende afstandtagen til Hamas.

## Diskografi

### Album
- Institution (2007)
- Lost for Words (2018)

### Singler
- "Guld & Platin" (Karen og Isam B)
- "I Danmark er jeg født" (2007)
- "Institution" (2007)
- "Hver sin vej" (2007)
- "Mad World" (Michael Parsberg featuring Safri Duo og Isam B) (2010)
- "Undone (Change Will Come)" (2014)
- "Faking a Smile" (2015)
- "Smile and Pretend" (2017)
- "Life" (2018)
- "Man with a Plan" (2018)
- "Peace Hymn" (2018)
- "Ramadan i København" (2019)
- "Bølger" (2020)